# Leon Silicki
Leon Silicki (ur. 12 stycznia 1876 w Petersburgu, zm. 21 kwietnia 1954 w Piszu) – pułkownik piechoty Wojska Polskiego, kawaler Orderu Virtuti Militari.

## Życiorys
Urodził się 12 stycznia 1876 w Petersburgu, w rodzinie Kazimierza, urzędnika kolejowego i Karoliny z Sobańskich.
25 czerwca 1919 został wyznaczony na stanowisko dowódcy IX Brygady Piechoty, na czele której walczył na wojnie z Ukraińcami, a później wojnie z bolszewikami. 13 maja 1920 objął dowództwo VII Brygady Piechoty. 28 października 1920 został zwolniony ze stanowiska dowódcy brygady oddany do dyspozycji Ministerstwa Spraw Wojskowych, a 22 listopada tego roku wyznaczony na stanowisko instruktora piechoty w Centrum Wyszkolenia 2 Armii w Grodnie. 6 maja 1921 został formalnie przyjęty do Wojska Polskiego z byłych Korpusów Wschodnich i byłej armii rosyjskiej, z warunkowym zatwierdzeniem posiadanego stopnia pułkownika, z rónoczesnym zaliczeniem do Rezerwy armii i powołaniem do służby czynnej oraz przydzielony do VII Brygady Piechoty, a ewidencyjnie do 38 pułku piechoty. 13 września 1921 został odkomenderowany na kurs komendantów powiatowych komend uzupełnień. 20 października 1921, po ukończeniu kursu, został wyznaczony na stanowisko komendanta Powiatowej Komendy Uzupełnień Czortków, lecz już 10 listopada tego roku przeniesiony na stanowisko komendanta Powiatowej Komendy Uzupełnień Starogard. Później został przeniesiony macierzyście do 67 pułku piechoty z pozostawieniem na stanowisku komendanta PKU Starogard. 3 maja 1922 został zweryfikowany w stopniu pułkownika ze starszeństwem od 1 czerwca 1919 i 41. lokatą w korpusie oficerów piechoty. Z dniem 1 marca 1927 został mu udzielony dwumiesięczny urlop z zachowaniem uposażenia, a z dniem 30 kwietnia tego roku został przeniesiony w stan spoczynku. Mieszkał w Starogardzie przy ul. Skarszewskiej 2. W 1934, jako oficer stanu spoczynku pozostawał w ewidencji PKU Starogard. Posiadał przydział do Oficerskiej Kadry Okręgowej Nr VIII. Był wówczas „przewidziany do użycia w czasie wojny”. 16 października 1936 przeprowadził się do Wilna i zamieszkał przy ul. Ciasnej 3 m. 6. Jesienią 1945 wyjechał z Wilna i osiedlił się w Piszu.
Zmarł 21 kwietnia 1954 w Piszu i został pochowany na tamtejszym cmentarzu komunalnym przy ul. Spokojnej.
Był żonaty z Katarzyną z Wołonkowiczów (ur. 24 listopada 1877, zm. 11 maja 1962), z którą miał dwóch synów: Włodzimierza (ur. 15 lipca 1905, zm. 18 kwietnia 1975) i Mikołaja (ur. 1 grudnia 1907).

## Ordery i odznaczenia
- Krzyż Srebrny Orderu Wojskowego Virtuti Militari nr 6691 – 10 maja 1922[22][1]
- Złoty Krzyż Zasługi – 10 listopada 1938[23]
- Medal Pamiątkowy za Wojnę 1918–1921[24]
- Medal Dziesięciolecia Odzyskanej Niepodległości[24]
- Medal Zwycięstwa[24]
- Order Świętego Stanisława 2 stopnia z mieczami – 29 listopada 1916[25]
- Order Świętej Anny 3 stopnia z mieczami i kokardą – 7 maja 1916[25]